# غونار ياكوبسن
غونار ياكوبسن (بالنرويجية البوكمول: Gunnar Jakobsen)‏ هو مصرفي وسياسي نرويجي، ولد في 7 يناير 1916، وتوفي في 22 أبريل 1992. نشط حزبياً في الحزب الليبرالي. وقد انتخب نائب عضو برلمان النرويج ‏.